# Hrajr Alichanian
Hrajr Alichanian (orm. Հրայր Ալիխանյան; ur. 3 stycznia 1999) – ormiański zapaśnik walczący w stylu wolnym. Zajął dziewiąte miejsce na mistrzostwach świata w 2023 roku. 
Piąty na mistrzostwach Europy w 2022 i 2023. Srebrny medalista wojskowych MŚ w 2021 i brązowy w 2024. Ósmy w indywidualnym Pucharze Świata w 2020. 
Trzeci na ME U-23 w 2021 i drugi na ME w 2021 roku.